# Giovanni Matteo De Candia
Giovanni Matteo De Candia /z vzdevkom Mario/, italijanski operni pevec tenorist, * 18. oktober 1810, Cagliari, Sardinija, Italija, † 11. december 1883, Rim.

## Življenje
Rodil v plemiški družini na Sardiniji, imel naslove viteza in plemenito in don.

Bil je eden najpopularnejših tenoristov svojega časa. Peti je začel na prigovarjanje Giacoma Meyerbeerja, potem ko je skladatelj slišal njegov glas. Debutiral je leta 1838 v njegovi operi Robert hudič.
Leto kasneje je že pel v Parizu v Italijanskem gledališču, kjer se je predstavil kot Nemorino v Ljubezenskem napoju. Istega leta je prvič nastopil tudi v Londonu, kjer je žel svoje največje pevske uspehe.
Leta 1843 je na krstni predstavi Donizettijeve opere Don Pasquale pel v vlogi Ernesta. V naslednjih letih je nastopal v večini najpomebnejših tenorskih vlog skladateljev Gaetana Donizettija, Gioachinna Rossinija in Giuseppeja Verdija.
Leta 1854 je bil skupaj s sopranistko Giulio Grisi na turneji po ZDA. Zaljubila sta se, kasneje sta se poročila v Londonu, v zakonu pa se jima je rodilo šest hčera in sin.
Po ženini smrti je za kratko odšel v Sankt Petersburg, leta 1880 je imel v Londonu poslovilni koncert. Do smrti je nato bival v Rimu, kjer se je ukvarjal s komponiranjem in pisanjem. 
1. ↑  SNAC — 2010.
2. 1 2  Archivio Storico Ricordi — 1808.
3. ↑  data.bnf.fr: platforma za odprte podatke — 2011.
4. ↑  Encyclopædia Britannica
5. ↑  Katalog Nemške nacionalne knjižnice